# Хайнрих Волтер фон Щреверсдорф
Хайнрих Волтер фон Щреверсдорф (на немски: Heinrich Wolter Freiherr von Streversdorf; Wolter Heinrich von Strevesdorff; * 1588, Нойс; † 7 май 1674, Майнц) е вай-епископ в Майнц и също известно време в Курфюрство Кьолн.

## Живот
Фон Щреверсдорф е от стара испанска фамилия. Той посещава от 1600 г. гимназия в Кьолн и влиза в августинския-еремитски орден, където се кълне 1610 г. и през 1611 г. е ръкоположен за свещеник на ордена.
Хайнрих Волтер следва теология в Кьолн и Вюрцбург, промовира (Dr. theol.) през 1621 г. в Кьолн. Следващите дванадесет години той е университетски професор и декан на факултета в Кьолн.
През 1628 г. той е генерал-комисар на своя орден в Тюрингия и Саксония. През 1634 г. архиепископът на Майнц Анселм Казимир Вамболт фон Умщат († 1647) го прави вай-епископ за тюрингската част на неговото епископство. На 1 октомври 1634 г. той става титулярен епископ на Ашкелон и на 7 януари 1635 г. е помазан за епископ от Йоханес Пелкинг, вай-епископът на Падерборн. Той напуска Тюрингия заради нападенията на шведите и отива обратно в Кьолн. Скоро след това той става пропст в Гайлинг и 1638 г. отива в Ерфурт.
От 1639 г. той служи в епископствата Лиеж, Майнц и 1645 г. малко във Вюрцург. Той е курмайнцски съветник на ерцхерцог Леополд от Австрия и от ок. 1648 г. вай-епископ в рейнските територии на архиепископската диоцеза Кьолн и се отказва от службата като вай-епископ на Тюрингия (Тюринген). През 1648 г. той е провикар, професор по теология, декан, 1656 г. канцлер и 1669 г. ректор на университета в Майнц. От 1657 г. той отново отговаря като вай-епископ за Тюрингия, но запазва въпреки това резиденцията си в Майнц и известно време също и в Кьолн.